# Список ботаников-систематиков/G

Список начинающихся на букву G обозначений имён ботаников, которые используются при цитировании научных (латинских) биноминальных названий растений.
Международный кодекс ботанической номенклатуры (МКБН) рекомендует в публикациях на ботанические темы, особенно если они касаются таксономии и номенклатуры, указывать авторов названий таксонов. Указание авторов названий таксонов следует выполнять в соответствии с правилами и советами, приведёнными в МКБН. В частности, в МКБН дана рекомендация использовать при цитировании авторов таксонов опубликованную в 1992 году книгу Браммита и Пауэлл Authors of plant names с уточнениями и дополнениями, соответствующими сведениям из баз данных International Plant Names Index и Index Fungorum.
Список обозначений содержит:
- стандартную форму обозначения,
- имя на русском языке (если известно),
- имя на родном языке персоны (или на английском),
- год рождения или годы жизни; в некоторых случаях дан год первой публикации (пометка fl.), в которой использовано данное обозначение.

## Разделы списка —Ga,Ge,Go,Gr,Gu
- G.Brückn. — Gerhard Brückner, 1902—
- G.C.Kenn. — George C. Kennedy, fl. 1976
- G.D.Rowley — Роули, Гордон Дуглас (англ. Gordon Douglas Rowley, 1921—)
- G.Don — Дон, Джордж (англ. George Don, 1798—1856)
- G.E.Linds. — George Edmund Lindsay, 1916—
- G.E.Pollard — Поллард, Гленн (англ. Glenn Pollard, 1901—1976)
- G.F.Atk. — Аткинсон, Джордж Фрэнсис (англ. George Francis Atkinson, 1854—1918)
- G.F.Wilson — George Fergusson Wilson, 1822—1902
- G.Forst. — Форстер, Георг (нем. Johann Georg Adam Forster, 1754—1794)
- G.Gaertn. — Гертнер, Готфрид (нем. Philipp Gottfried Gaertner, 1754—1825)[1]
- G.Gerlach — Günter Gerlach, fl. 1987
- G.H.Zhu — Чжу Гуанхуа (кит. 朱光华, 1964—2005)
- G.J.Charles — Graham J. Charles, fl. 1998
- G.J.Lewis — Льюис, Гвендолайн Джойс (англ. Gwendoline Joyce Lewis, 1909—1967)[2]
- G.L.Church — George Lyle Church, 1903—
- G.L.Nesom — Несом, Гай Лейн (англ. Guy L. Nesom, 1945—)[3]
- G.L.Webster — Уэбстер, Грэди Линдер (англ. Grady Linder Webster, 1927—2005)
- G.Lawson — Лоусон, Джордж (англ. George Lawson, 1827—1895)
- G.López — Ginés Alejandro López González, 1950—
- G.M.Muell. — George M. Mueller, 1953—
- G.M.Jansen — Gerrit M. Jansen, fl. 1982
- G.M.Barroso — Баррозу, Грасиела Масиел (порт. Graziela Maciel Barroso, 1912—2003)
- G.Mann — Gustav Mann, 1836—1916
- G.Mey. — Мейер, Георг Фридрих Вильгельм (нем. Georg Friedrich Wilhelm Meyer, 1782—1856)
- G.Moore — Мур, Джордж Томас (англ. George Thomas Moore, 1871—1956)
- G.N.Jones — George Neville Jones, 1903—1970
- G.Nicholson — Николсон, Джордж (англ. George Nicholson, 1847—1908)[4]
- G.P.Lewis — Льюис, Гвилим Питер (англ. Gwilym Peter Lewis, 1952—)
- G.S.Bunting — Бантинг, Джордж Сидни (англ. George Sydney Bunting, 1927—)
- G.S.Mill. — Миллер, Джеррит Смит (англ. Gerrit Smith Miller, 1869—1956)
- G.Sauer — G. Sauer,, fl. 1980
- G.Shaw — Шоу, Джордж (англ. George Shaw, 1751—1813)
- G.Stev. — Стивенсон, Грета (англ. Greta Stevenson, 1911—1990)
- G.V.Pope — Gerald Vernon Pope, 1941—

### Ga
- Gabrieljan — Elenora Tzolakovna Gabrieljan, 1929—
- Gaertn. — Гертнер, Йозеф (нем. Joseph Gärtner, 1732—1791)[5]
- Gage — Гейдж, Эндрю Томас (англ. Andrew Thomas Gage, 1871—1945)
- Gagnebin — Ганьебен, Абрахам (фр. Abraham Gagnebin, 1707—1800)
- Gagnep. — Ганепен, Франсуа (фр. François Gagnepain, 1866—1952)
- Galeotti — Галеотти, Анри-Гийом (фр. Henri-Guillaume Galeotti, 1814—1858)
- Galushko — Галушко, Анатолий Иванович (1926—)
- Gamajun. — Гамаюнова, Александра Павловна (1904—)
- Gamble — Гэмбл, Джеймс Сайкс (англ. James Sykes Gamble, 1847—1925)
- Gams — Гамс, Хельмут (нем. Helmut Gams, 1893—1976)
- Gand. — Гандоже, Мишель (фр. Michel Gandoger, 1850—1926)
- Gandilyan — Гандилян, Папин Арташесович (арм. Պապին Արտաշեսի Ղանդիլյան, 1929—2001)
- Garay — Гэрей, Лесли Эндрю (англ. Leslie Andrew Garay, 1924—)
- Garcia Mur. — Pablo García-Murillo, 1962—
- Garcke — Гарке, Кристиан Август Фридрих (нем. Christian August Friedrich Garcke, 1819—1904)
- Garden — Гарден, Александр (англ. Alexander Garden, 1730—1792)
- Gardner — Гарднер, Джордж (англ. George Gardner, 1812—1849)[6]
- Germ. — Жермен де Сен-Пьер, Жак Николя Эрнест (фр. Jacques Nicolas Ernest Germain de Saint-Pierre, 1815—1882)
- Garrido — Norberto Garrido, 1952—
- Garsault — Гарсо, Франсуа Александр Пьер де (фр. François Alexandre Pierre de Garsault, 1691—1776)[7]
- Gassner — Гаснер, Иоганн Густав (нем. Johann Gustav Gassner, 1881—1955)
- Gatterer — Гаттерер, Христофор Вильгельм Яков (нем. Christoph Wilhelm Jacob Gatterer, 1759—1838)
- Gauba — Erwin Gauba, 1891—1964
- Gaudich. — Годишо-Бопре, Шарль (фр. Charles Gaudichaud-Beaupré, 1789—1854)[8]
- Gaudin — Годен, Жан Франсуа Эме Готтлиб Филипп (фр. Jean François Aimée Gottlieb Philippe Gaudin, 1766—1833)
- Gay — Гей, Клод (фр. Claude Gay, 1800—1873)[9]

### Ge
- Geerinck — Daniel Geerinck, 1945—
- Geners. — Генерзих, Самуэль (нем. Samuel Genersich, 1768—1844)
- Genev. — Женевье, Леон Гастон (фр. Léon Gaston Genevier, 1830—1880)
- Gentil — Ambroise Gentil, 1842—1929
- Gentry — Джентри, Говард Скотт (англ. Howard Scott Gentry, 1903—1993)
- Georgi — Георги, Иоганн Готлиб (нем. Johann Gottlieb Georgi, 1729—1802)
- Gerbaulet — Maike Gerbaulet,, fl. 1992
- Gesner — Геснер, Конрад (нем. Conrad von Gesner, 1516—1565)[10]
- Ghini — Гини, Лука (итал. Luca Ghini, 1490—1556)[10]
- Gibbs — Гиббс, Лилиан Сюзет (англ. Lilian Suzette Gibbs, 1870—1925)[11]
- Gibby — Mary Gibby, 1949—
- Gilg — Гилг, Эрнст Фридрих (нем. Ernest Friedrich Gilg, 1867—1933)
- Gilib. — Жилибер, Жан Эммануэль (фр. Jean-Emmanuel Gilibert, 1741—1814)
- Gillet — Жилле, Клод-Казимир (фр. Claude Casimir Gillet, 1806—1896)[12]
- Gillies — Гиллис, Джон (англ. John Gillies, 1792—1834)
- Ging. — Ging. Frédéric Charles Jean Gingins de la Sarraz, 1790—1863
- Giroux — Mathilde Giroux, fl. 1933
- Giseke — Гизеке, Пауль Дитрих (нем. Paul Dietrich Giseke, 1741—1796)
- Glaz. — Глазью, Огюст Франсуа Мари (фр. Auguste François Marie Glaziou, 1828—1906)
- Gleason — Глисон, Генри Аллан (старший) (англ. Henry Allan Gleason, 1882—1975)
- Gled. — Гледич, Иоганн Готтлиб (Гледич, Иоганн Готтлиб, 1714—1786)
- Glehn — Глен, Пётр Петрович (нем. Peter von Glehn, 1837—1876)
- Glend. — Robert Glendinning, 1805—1862
- Gloxin — Глоксин, Беньямин Петер (нем. Benjamin Peter Gloxin, 1765—1794)

### Go
- Gobi — Гоби, Христофор Яковлевич (1847—1919)
- God.-Leb. — Alexandre Godefroy-Lebeuf, 1852—1903
- Godr. — Годрон, Доминик Александр (фр. Dominique Alexandre Godron, 1807—1880)
- Godw. — M.I. Godwinski, 1915—
- Goebel — Гёбель, Траугот Фридеман (нем. Karl Christian Traugott Friedemann Goebel, 1794—1851)
- Goldb. — Гольдбах, Лев Фёдорович (нем. Carl (Karl) Ludwig Goldbach, 1793—1824)
- Goldblatt — Голдблатт, Петер (англ. Peter Goldblatt, 1943—)
- Goldie — Голди, Джон (англ. John Goldie, 1793—1886)
- Golenkin — Голенкин, Михаил Ильич (1864—1941)
- Golitsin — Голицын, Сергей Владимирович (1897—1968)
- Golosk. — Голоскоков, Виталий Петрович (1913—)
- Gomes — Гомеш, Бернардину Антониу (порт. Bernardino António Gomes, 1769—1823)
- Gómez-Laur. — Jorge Gómez-Laurito, fl. 1989
- Gontsch. — Гончаров, Николай Фёдорович (1900—1942)
- Gooden. — Гуденаф, Сэмюэл (en:Samuel Goodenough, 1743—1827)
- Goodyer — Гудайер, Джон (англ. John Goodyer, 1592—1664)[10]
- Gordon — Гордон, Джордж (ботаник) (англ. George Gordon, 1806—1879)[13]
- Gorozh. — Горожанкин, Иван Николаевич (1848—1904)
- Goethe — Гёте, Иоганн Вольфганг фон (нем. Johann Wolfgang von Goethe, 1749—1832)
- Govaerts — Говерц, Рафаэль Герман Анн (нем. Rafaël Herman Anna Govaerts, 1968—)
- Gouan — Гуан, Антуан (фр. Antoine Gouan, 1733—1821)
- Gourlay — Henry William Gourlay, 1881—1956

### Gr
- Grab. — Грабовский, Генрих Эмануэль (нем. Heinrich Emanuel Grabowski, 1792—1842)
- Graebn. — Гребнер, Петер (нем. Karl (Carl) Otto Robert Peter Paul Gräbner (Graebner), 1871—1933)
- Graham — Грэм, Роберт (англ. Robert Graham, 1786—1845)[14]
- Grande — Гранде, Лорето (итал. Loreto Grande, 1878—1965)
- Grandid. — Грандидье, Альфред (фр. Alfred Grandidier, 1836—1921)
- Grashoff — J. L. Grashoff
- Grau — Грау, Юрке (нем. Hans Rudolph Jürke Grau, 1937—)
- Gray — Грей, Сэмюэл Фредерик (англ. Samuel Frederick Gray, 1766—1828)
- Grecescu — Греческу, Дмитрий (рум. Dimitrie Grecescu, 1841—1910)
- Greene — Грин, Эдвард Ли (англ. Edward Lee Greene, 1843—1915)
- Greenm. — Гринман, Джесси Мо (англ. Jesse More Greenman, 1867—1951)[15]
- Gren. — Гренье, Жан Шарль Мари (фр. Jean Charles Marie Grenier, 1808—1875)
- Greuter — Гройтер, Вернер Родольфо (нем. Werner Greuter, 1938—)
- Grev. — Гревилл, Роберт Кай (англ. Robert Kaye Greville, 1794—1866)
- Grey-Wilson — Christopher Grey-Wilson, 1944—
- Grgur. — Cheryl A. Grgurinovic, fl. 1982
- Grierson — Грирсон, Эндрю Джон Чарльз (англ. Andrew John Charles Grierson, 1929—1990)
- Griess. — Грисселих, Людвиг (нем. Ludwig Griesselich, 1804—1848)
- Griff. — Гриффит, Уильям (англ. William Griffith, 1810—1845)
- Grig. — Григорьев, Юрий Сергеевич (1905—1975)
- Griggs — Григгс, Роберт Фиск (англ. Robert Fiske Griggs, 1881—1962)
- Grindel — Гриндель, Давид Иероним (латыш. Dāvids Hieronīms Grindelis, 1776—1836)
- Gris — Грис, Жан Антуан Артюр (фр. Jean Antoine Arthur Gris, 1829—1872)
- Griseb. — Гризебах, Август (нем. August Heinrich Rudolf Grisebach, 1814—1879)
- Groenland — Грёнланд, Иоганнес (нем. Johannes Grönland, 1824—1891)[16]
- Gröger — Ferdinand Gröger, fl. 1967
- Grolle — Riclef Grolle, 1934—2004
- Gronov. — Гроновиус, Ян (нидерл. Jan Frederik Gronovius, 1686—1762)
- Grossh. — Гроссгейм, Александр Альфонсович (1888—1948)
- Grubov — Грубов, Валерий Иванович (1917—)
- Gruith. — Груйтуйзен, Франц фон (нем. Franz von Paula Gruithuisen, 1774—1852)
- Gruner — Грунер, Леопольд Федорович (1839—)

### Gu
- Guadagno — Гуаданьо, Микеле (итал. Michele Guadagno, 1878—1930)
- Gubanov — Губанов, Иван Алексеевич (1933—2005)
- Gueldenst. — Гюльденштедт, Иоганн Антон (нем. Johann Anton von Güldenstädt, 1745—1781)
- Guill. — Гиймен, Жан Батист Антуан (фр. Jean Baptiste Antoine Guillemin, 1796—1842)
- Guillaumin — Гийомен, Андре (фр. André Guillaumin, 1885—1974)
- Guinier — Гинье, Филибер (Philibert Guinier[фр.], 1876—1962)
- Gunckel — Гункель Луэр, Уго (исп. Hugo Gunckel Lüer, 1901—1997)
- Gunn — Ганн, Рональд Кэмпбелл (англ. Ronald Campbell Gunn, 1808—1881)
- Gunnerus — Гуннерус, Йохан Эрнст (норв. Johan Ernst Gunnerus, 1718—1773)
- Gürke — Гюрке, Роберт Льюис Август Максимилиан (нем. Robert Louis August Maximilian Gürke, 1854—1911)
- Guss. — Гуссоне, Джованни (итал. Giovanni Gussone, 1787—1866)
- Gușul. — Гушуляк, Михаил (рум. Mihail Guşuleac, 1887—1960)[17]
- Gyeln. — Дьельник, Вильмош Кёфараго (венг. Kőfaragó Gyelnik Vilmos, 1906—1945)

### Комментарии
1. ↑  Ранее применяли сокращения: P.Gaertn. или P.G.Gaertn.
2. ↑  В советское время применяли сокращение Lewis, которое теперь указывает на учёного Meriwether Lewis, 1774—1809
3. ↑  Ранее применяли сокращение: Nesom
4. ↑  Ранее применяли сокращение: Nichols.
5. ↑  Вариант записи обозначения: Gärtn.
6. ↑  Вариант записи сокращения: Gardn.
7. ↑  Устаревшее обозначение автора: Gars.
8. ↑  Устаревшее обозначение автора: Gaud.
9. ↑  Иногда используют обозначение: C.Gay
10. 1 2 3  Долиннеевский ботаник. Названия, опубликованные им до 1 мая 1753 года, не считаются действительно опубликованными с точки зрения Международного кодекса ботанической номенклатуры, в связи с чем в современной научной литературе это обозначение практически не встречается.
11. ↑  Иногда применяют обозначение с инициалами: L.S.Gibbs
12. ↑  Устаревшее обозначение автора: Gill.
13. ↑  Вариант записи обозначения: Gord.
14. ↑  Вариант обозначения: Grah.
15. ↑  Вариант обозначения: Greenman
16. ↑  Устаревшее обозначение автора: Groenl.
17. ↑  Вариант написания: Gusul.